# Alexéi Pushkariov
Alexéi Serguéyevich Pushkariov –en ruso, Алексей Сергеевич Пушкарёв– (Staronizhestebliyevskaya, URSS, 4 de noviembre de 1986) es un deportista ruso que compitió en bobsleigh en la modalidad cuádruple.
Ganó una medalla de plata en el Campeonato Europeo de Bobsleigh de 2015. Participó en los Juegos Olímpicos de Sochi 2014, ocupando el cuarto lugar en las prueba cuádruple. Pero este resultado le fue anulado en 2017 por demostrarse que había cometido violación de las reglas antidopaje.

## Palmarés internacional
| Campeonato Europeo | Campeonato Europeo  | Campeonato Europeo | Campeonato Europeo |
| Año                | Lugar               | Medalla            | Prueba             |
| ------------------ | ------------------- | ------------------ | ------------------ |
| 2015               | La Plagne (Francia) | Medalla de plata   | Cuádruple          |